# ماركوس إدر
ماركوس إدر (بالإيطالية: Markus Eder)‏ هو متزحلق حر إيطالي، ولد في 30 نوفمبر 1990 في برونيك في إيطاليا.

## وصلات خارجية
- ماركوس إدر على موقع الاتحاد الدولي للتزلج (التزلج الحر) (الإنجليزية)
- ماركوس إدر على موقع اللجنة الأولمبية الدولية (الإنجليزية)
- ماركوس إدر على موقع أوليمبيديا (الإنجليزية)